# Anna Elendt
Anna Charlott Darcel Elendt (* 4. September 2001 in Dreieich) ist eine deutsche Schwimmerin, Weltmeisterin und mehrfache deutsche Rekordhalterin.

## Werdegang
Elendt wuchs als mittlere von drei Töchtern in einer Schwimmerfamilie in Dreieich-Götzenhain bei Frankfurt am Main auf. Sie begann 2009 mit dem Schwimmen, trat 2010 für den TV Langen in ersten Wettkämpfen an. Später wechselte sie zum DSW 1912 Darmstadt und von dort zur SG Frankfurt. Sie besuchte noch im Schuljahr 2017/18 die Ricarda-Huch-Schule in Dreieich-Sprendlingen, wechselte dann auf die Carl-von-Weinberg-Schule in Frankfurt-Schwanheim, eine Eliteschule des Sports, wo sie 2020 das Abitur ablegte. Seitdem trainiert sie in Austin, Texas, wo sie bis 2024 an der University of Texas Sportmanagement studierte.
Elendt wurde 2017 Deutsche Kurzbahnmeisterin über 50 Meter Brust, 2018 über 50 und 100 Meter Brust und 2019 über 50 Meter Brust. Bei den deutschen Schwimmmeisterschaften 2018 und 2019 wurde sie Meisterin über 50 und 100 Meter Brust. Bei den Weltmeisterschaften 2019 belegte sie im Finale über 50 Meter Brust den 7. Platz. Bei den Deutschen Meisterschaften 2021 schwamm Elendt 100 Meter Brust in 1:06,50 min sowie 50 Meter Brust in 30,67 s und stellte damit neue nationale Rekorde auf.
2022 verbesserte sie auf allen drei Bruststrecken die deutschen Rekorde (30,10 s, 1:05,58 min, 2:24,63 min). Bei den Weltmeisterschaften 2022 in Budapest sicherte sie sich Silber über 100 Meter Brust in einer Zeit von 1:05,98 min. Nachdem sie bei den Olympischen Sommerspielen 2020 über 100 Meter Brust das Halbfinale erreicht hatte, konnte sie sich 2024 nicht dafür qualifizieren. Bei beiden Veranstaltungen startete sie auch in der deutschen Lagenstaffel, die mit ihren Zeiten aus den Vorläufen nicht in die Finale gelangte.
Im Juli 2025 wurde Elendt bei den Weltmeisterschaften in Singapur in neuer deutscher Rekordzeit von 1:05,19 min über 100 Meter Brust erstmals Weltmeisterin. In den beiden anderen Bruststrecken schied sie im Halbfinale aus.